# Tjörnekalv

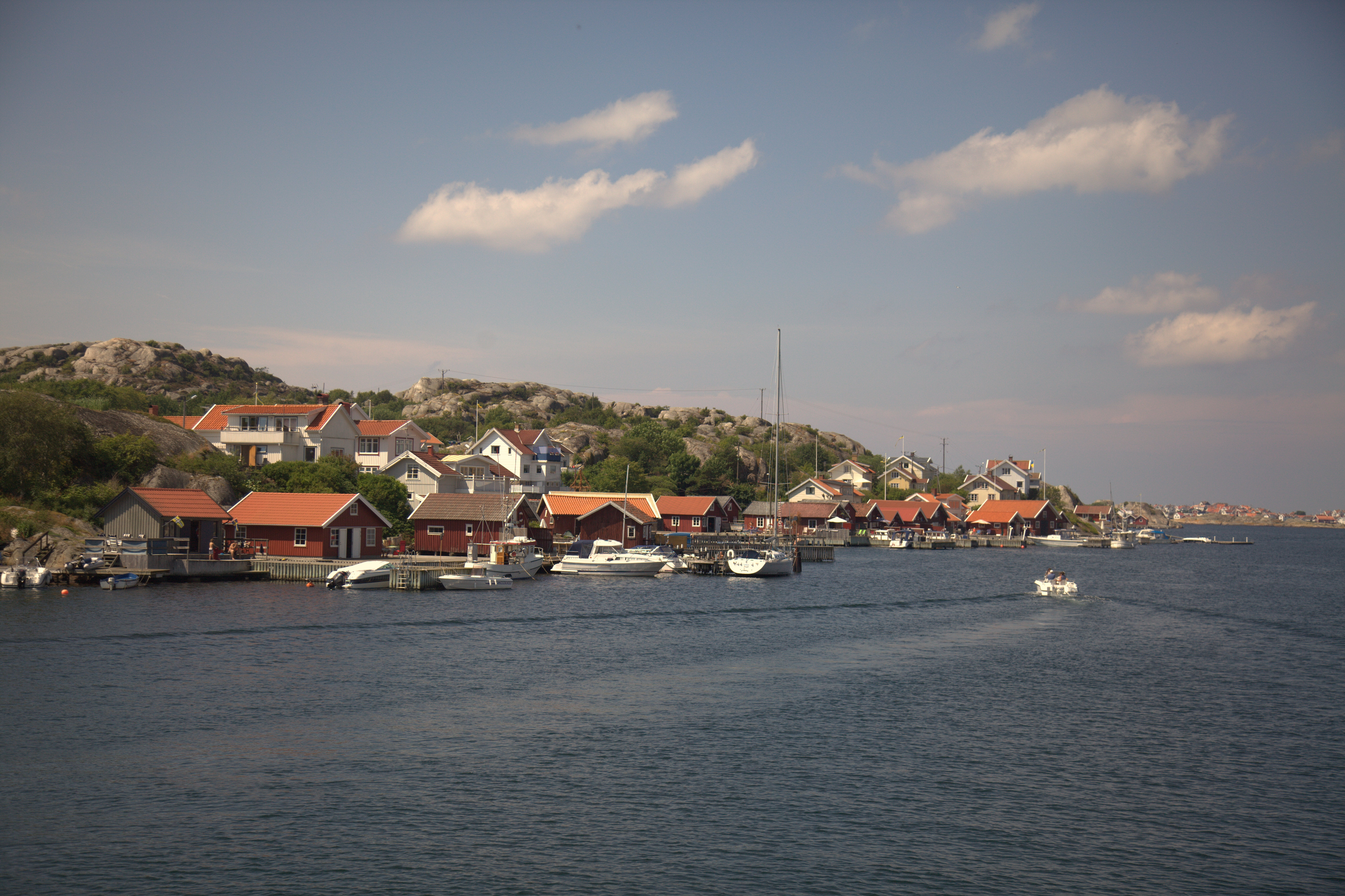
Storekalv på Tjörnekalv sett från Rönnäng.

Tjörnekalv är en ö i Rönnängs socken i Tjörns kommun i Bohuslän. Den har personbåtsförbindelse med Rönnäng på södra Tjörn.
Tjörnekalv var beläget i Stenkyrka socken och ingick efter kommunreformen 1862 i Stenkyrka landskommun. I denna inrättades för bebyggelsen på ön den 6 juli 1906 Tjörnekalvs municipalsamhälle, vilket från 1918 med orten ingick i den då bildade Rönnängs landskommun. Denna uppgick med municipalsamhället i Tjörns landskommun, där municipalsamhället kom att upplösas den 31 december 1959. Sedan 1971 ingår ön i Tjörns kommun.
Tjörnekalv har som mest haft över 200 invånare i de bägge fiskelägena Storekalv och Lillekalv. Numera är de fastboende reducerade till ett dussintal personer bosatta i Storekalv och flertalet hus är omvandlade till fritidsbostäder.

## Befolkningsutveckling
| Befolkningsutvecklingen i Stora och Lilla Tjörnekalv 1900–1900 | Befolkningsutvecklingen i Stora och Lilla Tjörnekalv 1900–1900 | Befolkningsutvecklingen i Stora och Lilla Tjörnekalv 1900–1900 | Befolkningsutvecklingen i Stora och Lilla Tjörnekalv 1900–1900 | Befolkningsutvecklingen i Stora och Lilla Tjörnekalv 1900–1900 |
| -------------------------------------------------------------- | -------------------------------------------------------------- | -------------------------------------------------------------- | -------------------------------------------------------------- | -------------------------------------------------------------- |
|                                                                |                                                                |                                                                |                                                                |                                                                |
| År                                                             |                                                                |                                                                | Folkmängd                                                      |                                                                |
| 1900                                                           | 1900                                                           |                                                                | 276                                                            | †                                                              |
| † Befolkning runt ett municipalsamhälle 1900.                  |                                                                |                                                                |                                                                |                                                                |

## Bilder

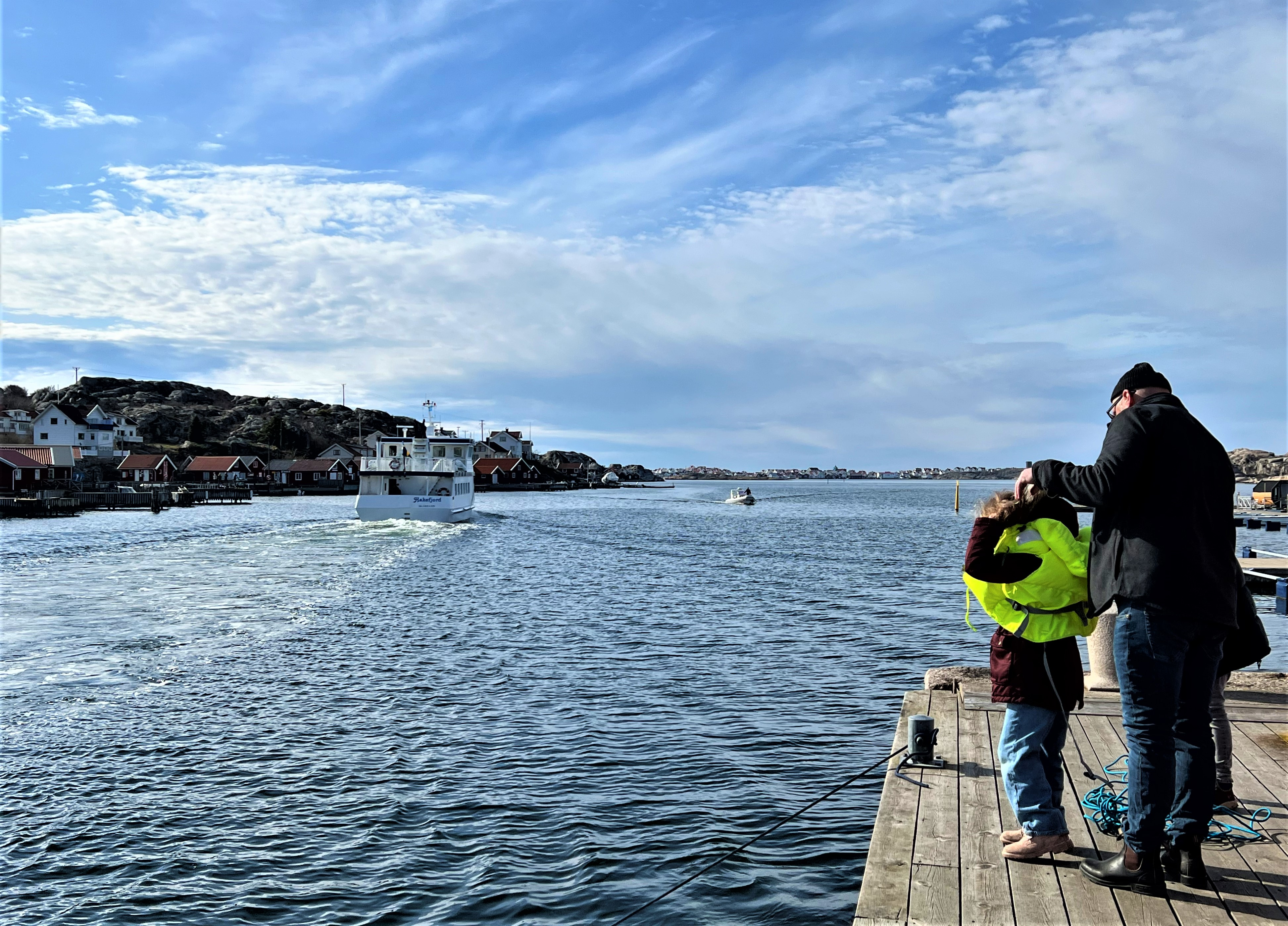
Kalvesundet mellan Rönnäng och Tjörnekalv, sett från Rönnängs brygga.
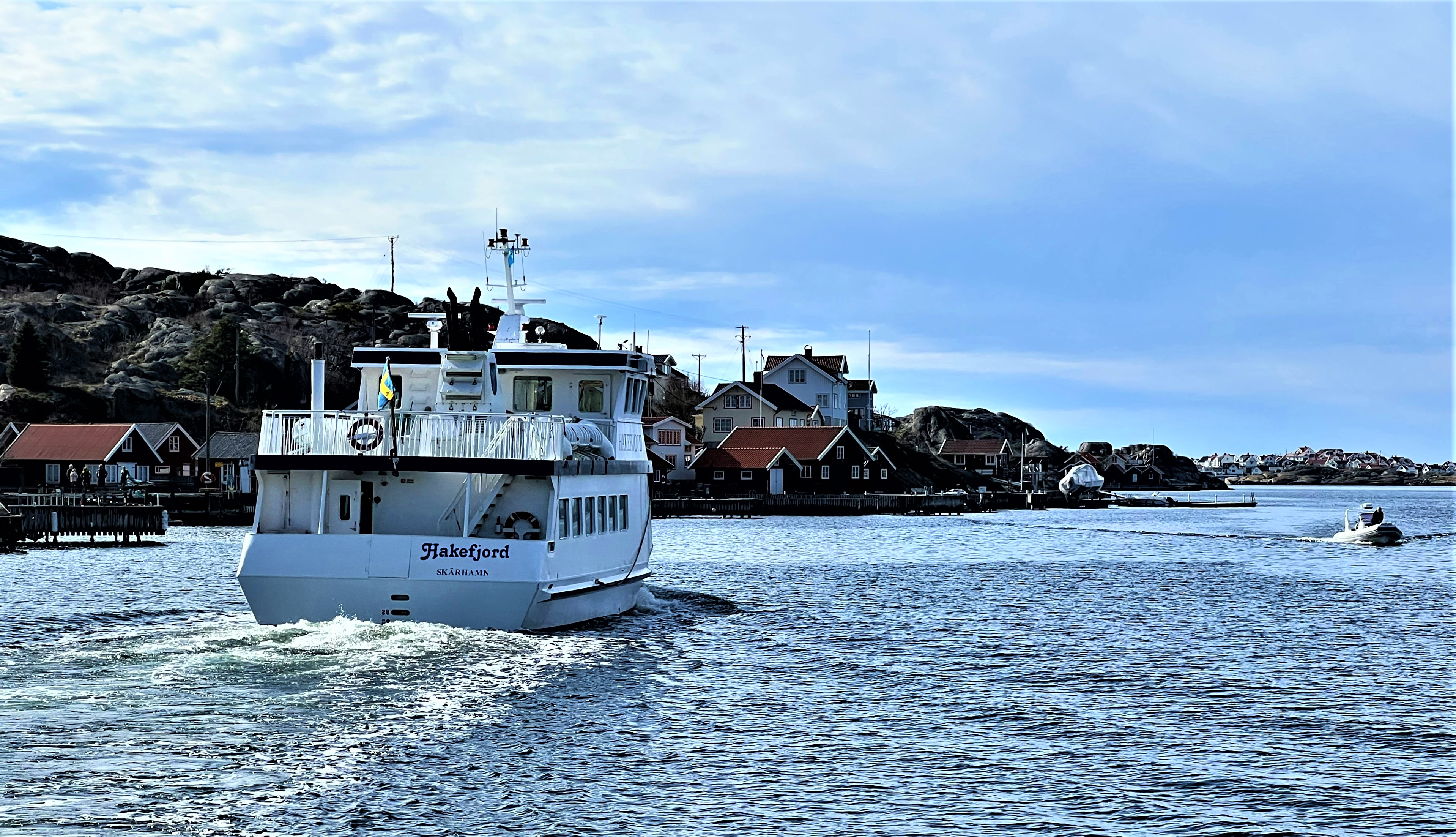
M/S Hakefjord på väg mot Tjörnekalv.
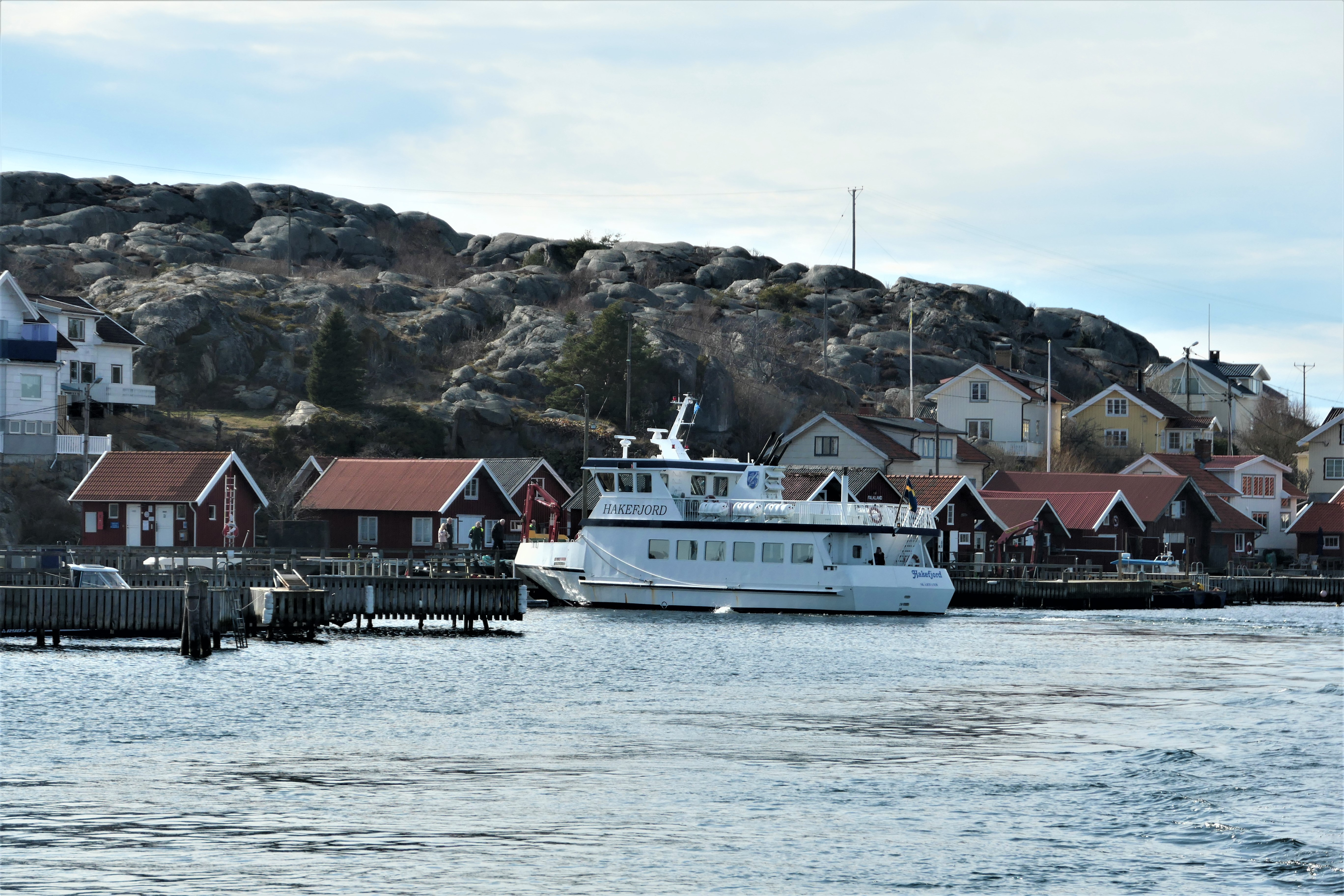
M/S Hakefjord vid färjeläget.
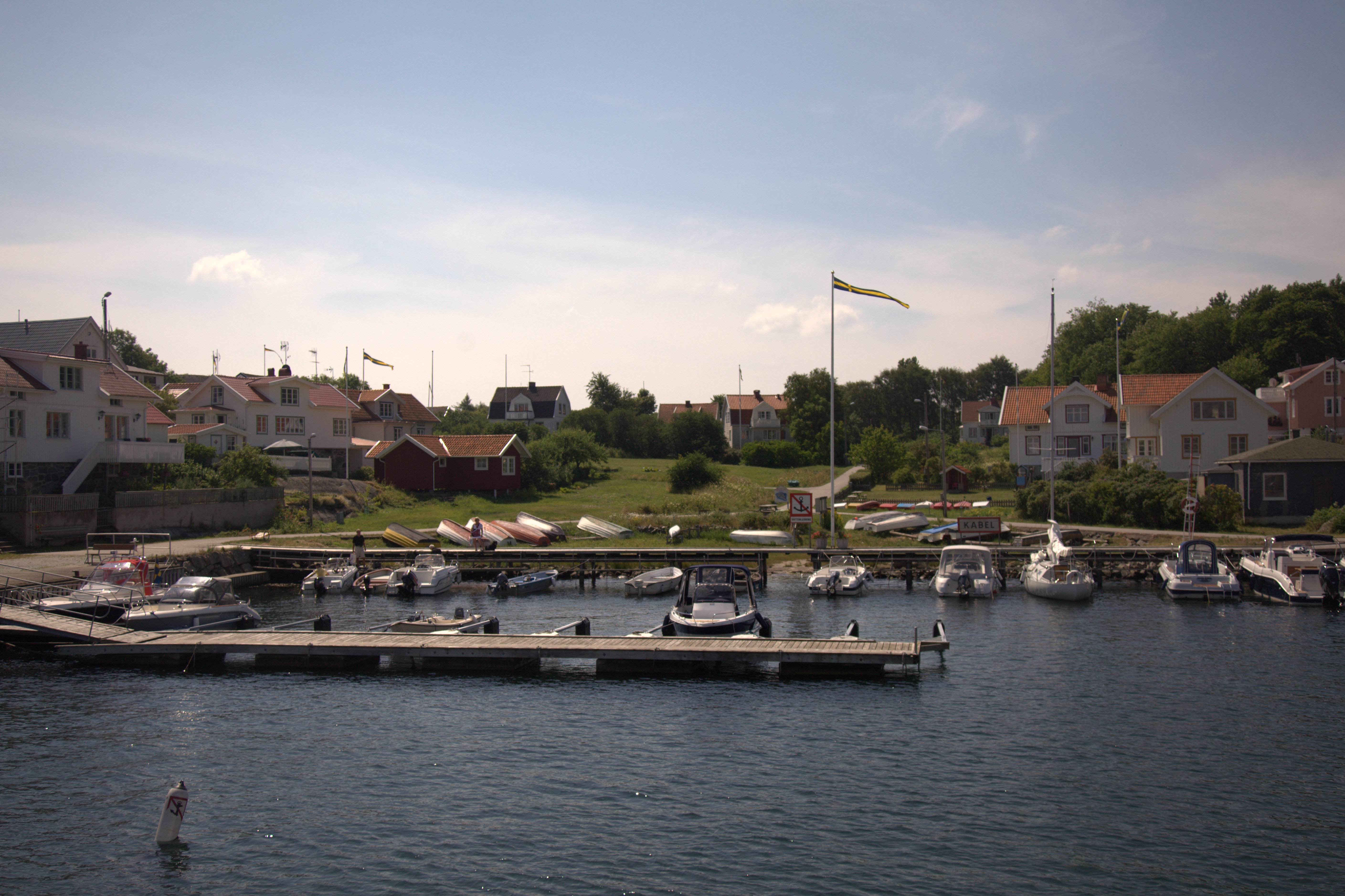
Viken vid Storekalv.